# Broken Dolls
Broken Dolls è un film del 1999 diretto da Jesús Franco (come Jess Franco).
Film surrealista, girato in video digitale, remake di La casa de las mujeres perdidas dello stesso Franco del 1982.

## Trama
Un'isola semideserta vicina alla costa di Maracaibo è popolata solo da una strana famiglia. Don Martin, il capofamiglia, è un ex attore, pazzo furioso, che vive nel ricordo dei suoi lontani trionfi shakespeariani. Da molti anni è riuscito a trascinare con sé sull'isola, con la promessa di trovarci il paradiso, la moglie Tona, una giovane amante di nome Gina conosciuta in un postribolo, la figlia adolescente Beatriz, avuta da un precedente matrimonio, e infine Herbie, un giovane chitarrista e factotum. Unico collegamento con la terraferma, la barca che porta le provvigioni.
Le giornate trascorrono tutte uguali. Tona, la moglie di Don Martin, sfoga la sua angoscia picchiando la figliastra e impreca contro un'enorme petroliera a cui attribuisce l'origine di tutte le sue disgrazie. Per sconfiggere la noia, Gina tenta inutilmente di sedurre Herbie, mentre Beatriz spia il padre mentre ha un rapporto sessuale con l'amante. Eppure nessuno osa lasciare l'isola e sottrarsi all'autorità di Don Martin.
Tra Beatriz e Herbie è nata intanto una storia d'amore, e il ragazzo segue Don Martin nella speranza di scoprire il fantomatico tesoro che, a quanto si dice, il vecchio patriarca avrebbe nascosto da qualche parte sull'isola.
Un giorno compare sull'isola un tale Mario che, presentandosi a Don Martin, gli chiede il permesso di sposare Gina. Furibondo, il vecchio attore intima al rivale di partire immediatamente se non vuole che lo uccida con le sue mani, ma quando Mario gli rivela di essere il più caro amico del grande compositore Peter Kroiler, Don Martin si commuove, lo accoglie nella sua casa, acconsente alle nozze con Beatriz e anzi gli offre la sua camera da letto.
Herbie ha finalmente scoperto la cassa col tesoro, ma accanto ad una manciata di diamanti, ci trova ogni genere di cianfrusaglie: teschi, bamboline, persino la locandina di un film di Jesús Franco (Le demone). Beatriz ha la delusione di scoprire, attraverso alcuni vecchi annunci conservati nel baule, che il padre non è stato affatto il grande attore che vanta di essere, bensì un guitto specializzato in parodie dei grandi classici da recitare in teatrini ambulanti.
Nel frattempo, mentre Mario e Beatriz sono intenti a copulare nella sua camera, Don Martin indossa il costume di scena e ripete le battute mentre si trucca allo specchio, come nel camerino di un teatro. Quindi entra di soppiatto nella stanza degli amanti armato di spada e, imprecando a lungo contro Desdemona, Iago, Ifigenia e Laerte, li trafigge mortalmente con numerosi colpi.
Infine si immerge nel mare recitando uno stralunato copione. E scompare sotto il volo degli uccelli. Sulla spiaggia, sola, la moglie rimpiange quel pessimo marito, che pure era stato l'unico uomo capace di dirle versi d'amore e cantarle «stupide canzoni romantiche». Ormai - lo sa bene - nessuno di loro riuscirà più a fuggire da quell'isola e il loro destino sarà uguale a quello di una bambolina trovata tra le rocce della scogliera. Non le resta che rassegnarsi, raccogliere la bambola e portarla al seno.

## Edizioni in DVD
Broken Dolls è stato edito in DVD in Spagna nel 2002 dalla Vellavision con il titolo Muñecas rotas. Negli Stati Uniti è uscito nel 2004 (NTSC), con il titolo originale, insieme a Helter Skelter.
L'edizione spagnola (PAL) è l'unica integrale e oltre al doppiaggio inglese include quello spagnolo, di qualità superiore, diretto dallo stesso Jess Franco, nonché i sottotitoli spagnoli e inglesi.